# Lee Dong-gook
Lee Dong-gook (Koreaans: 이동국; Pohang, 29 april 1979) is een Zuid-Koreaans oud-voetballer. Hij staat in eigen land vooral bekend als de voetballer met de meeste doelpunten in de K League 1, de Koreaanse hoogste divisie.
In Europa speelde hij kortstondig en zonder al te veel succes voor Werder Bremen en Middlesbrough FC. Het grootste deel van zijn loopbaan bracht hij in eigen land door bij Jeonbuk Hyundai Motors, waar hij meer dan tien jaar speelde. Gook kwam ook uit voor het Zuid-Koreaans voetbalelftal, waarmee hij deelnam aan het WK 1998 en het WK 2010.

## Biografie
Lee brak in eigen land door bij Pohang Steelers, waar hij meer dan honderd wedstrijden speelde. In 1998 won hij met zijn ploeg het Aziatisch kampioenschap voor landskampioenen, de voorganger van de Aziatische Champions League. Zijn goede spel zorgde ervoor dat bondscoach Cha Bum-kun hem een maand later als jongste speler selecteerde voor het WK 1998. In januari 2001 trok Lee naar Europa om op huurbasis te gaan spelen bij de Duitse club Werder Bremen, maar dit was geen succes. Een half jaar en zeven invalbeurten later keerde hij terug naar Zuid-Korea. Nadien wist Lee geen eerbewijs meer te winnen met Pohang Steelers, twee jaar op rij werd de finale van de Zuid-Koreaanse voetbalbeker verloren. In juli 2002 moest hij in dienstplicht voor de duur van twee jaar en gedurende deze tijd voetbalde hij daarom bij Gwangju Sangmu, de voetbalclub van het leger.
In januari 2007 transfereerde Lee naar het Verenigd Koninkrijk, toen hij een contract voor achttien maanden tekende bij het Engelse Middlesbrough FC. Hij was net hersteld van een knieblessure, die hem het merendeel van 2006 aan de kant had gehouden. Hierdoor had hij het WK 2006 gemist, nadat vier jaar eerder Guus Hiddink hem niet selecteerde voor de editie van 2002. Zijn periode bij Boro was onsuccesvol. Al gauw bleek dat Lee fysiek niet opgewassen was tegen de grote verdedigers uit het Engelse voetbal. Lee speelde in anderhalf jaar tijd 23 wedstrijden in de Premier League, maar wist hierin niet te scoren. Middlesbrough besloot aan het einde van het seizoen 2007/08 zijn aflopende contract niet te verlengen.
De Koreaan keerde vervolgens terug naar zijn geboorteland en via Seongnam Ilhwa Chunma kwam hij in 2009 bij Jeonbuk Hyundai Motors. Bij de club groeide hij in een tijdsbestek van tien jaar uit tot topscorer aller tijden van de Koreaanse competitie. In 2016 won de destijds 37-jarige Lee met Jeonbuk voor de tweede keer in de clubgeschiedenis de Aziatische Champions League. Hij speelde in de finale allebei de wedstrijden van het tweeluik tegen Al-Ain mee.

## Erelijst

### Club
| Competitie              |                 |                                          |                 |                 |
| Competitie              | Aantal          | Jaar                                     |                 |                 |
| Pohang Steelers         | Pohang Steelers | Pohang Steelers                          | Pohang Steelers | Pohang Steelers |
| ----------------------- | --------------- | ---------------------------------------- | --------------- | --------------- |
| Asian Club Championship | 1               | 1997/98                                  |                 |                 |
| Jeonbuk Hyundai Motors  |                 |                                          |                 |                 |
| K League 1              | 7               | 2009, 2011, 2014, 2015, 2017, 2018, 2019 |                 |                 |
| AFC Champions League    | 1               | 2016                                     |                 |                 |